# Libanesischer Elite Cup 1996
Der Libanesische Elite Cup 1996 war die erste Austragung des Fußballturniers. Die vier besten Mannschaften aus der libanesischen Premier League und die beiden Pokalfinalisten nahmen teil. Nejmeh Club hat sich mit einem 1:0-Sieg im Finale gegen Al-Ansar zum ersten Mal den Titel gesichert.

## Qualifizierte Mannschaften
| Verein            | Platzierung der Saison 1995/96 |
| ----------------- | ------------------------------ |
| al-Ansar          | Erster & Pokalsieger           |
| Safa SC Beirut    | Zweiter                        |
| Nejmeh Club       | Dritter & Pokalfinalist        |
| Al Bourj          | Vierter                        |
| Tadamon Sur Club  | Fünfter                        |
| Homenetmen Beirut | Sechster                       |

## Gruppenphase

### Gruppe A
| Pl. | Verein         | Sp. | S | U | N | Tore    | Diff. | Punkte |
| --- | -------------- | --- | - | - | - | ------- | ----- | ------ |
| 1.  | Safa SC Beirut | 2   | 2 | 0 | 0 | 004:200 | +2    | 06     |
| 2.  | Nejmeh Club    | 2   | 1 | 0 | 1 | 004:300 | +1    | 03     |
| 3.  | Al Bourj       | 2   | 0 | 0 | 2 | 000:300 | −3    | 0      |

|                | Ergebnis |             |
| -------------- | -------- | ----------- |
| Safa SC Beirut | 3:2      | Nejmeh Club |
| Nejmeh Club    | 2:0      | Al Bourj    |
| Safa SC Beirut | 1:0      | Al Bourj    |

### Gruppe B
| Pl. | Verein            | Sp. | S | U | N | Tore    | Diff. | Punkte |
| --- | ----------------- | --- | - | - | - | ------- | ----- | ------ |
| 1.  | Homenetmen Beirut | 2   | 2 | 0 | 0 | 004:000 | +4    | 06     |
| 2.  | al-Ansar          | 2   | 1 | 0 | 1 | 002:200 | ±0    | 03     |
| 3.  | Tadamon Sur Club  | 2   | 0 | 0 | 2 | 000:400 | −4    | 0      |

|                   | Ergebnis |                  |
| ----------------- | -------- | ---------------- |
| Homenetmen Beirut | 2:0      | al-Ansar         |
| Homenetmen Beirut | 2:0      | Tadamon Sur Club |
| al-Ansar          | 2:0      | Tadamon Sur Club |

## Finalrunde
|  | Halbfinale | Halbfinale        | Halbfinale |  |  | Finale | Finale      | Finale |
|  |            |                   |            |  |  |        |             |        |
|  |            |                   |            |  |  |        |             |        |
|  | A1         | Safa SC Beirut    | 2 (0)      |  |  |        |             |        |
|  | B2         | al-Ansar          | 12 (3)E    |  |  |        |             |        |
|  |            |                   |            |  |  | B2     | al-Ansar    | 0      |
|  |            |                   |            |  |  | A2     | Nejmeh Club | 1      |
|  | A2         | Nejmeh Club       | 3          |  |  |        |             |        |
|  | B1         | Homenetmen Beirut | 2          |  |  |        |             |        |
|  |            |                   |            |  |  |        |             |        |

V Sieg nach Verlängerung

E Sieg im Elfmeterschießen

### Halbfinale
|             | Ergebnis              |                   |
| ----------- | --------------------- | ----------------- |
| Nejmeh Club | 3:2                   | Homenetmen Beirut |
| al-Ansar    | 2:2 n. V. (3:0 i. E.) | Safa SC Beirut    |

### Finale
|             | Ergebnis |          |
| ----------- | -------- | -------- |
| Nejmeh Club | 1:0      | al-Ansar |